# IMI 120毫米坦克炮
IMI 120毫米坦克炮（英語：IMI 120 mm tank gun）是一門由以色列軍事工業所研製和生產的單管44倍徑滑膛式坦克炮，發射120×570毫米北約口徑整裝式套管裝藥炮彈。

## 歷史
這款坦克炮通常會因同口徑與同倍徑而被混淆為莱茵金属120毫米44倍徑坦克炮的特許生產型，然而事實上它是由以色列軍事工業在1983年到1988年間自主研發的坦克炮，以滿足在以色列國防軍的梅卡瓦MK III主戰坦克——意即在有如M60「巴頓」般狹窄的砲塔炮架——以上裝上的120毫米坦克炮要求（這兩款坦克定型時都是圍繞著105毫米坦克炮來設計）。
1989年，這款坦克炮隨著它獲表明是梅卡瓦MK III搭載的主武器（坦克炮）而首度曝光。1990年，以色列軍事工業因這研發成果而獲頒發以色列國防獎，以讚揚他倆讓以色列得到了自主生產坦克炮的手段。

## 設計
這款坦克炮與在德国豹2、美国M1「艾布蘭」、韓國K1A1、日本90式等主戰坦克以上所搭載的萊茵金屬120毫米44倍徑坦克炮非常相似。然而，它裝有一具不同的緩衝系統，由經過優化的同心緩速器和氣動換熱器所組成；此外還具有更為緊湊、不超過梅卡瓦MK I／MK II與M60「巴頓」所搭載的皇家兵工廠M68 105×617毫米線膛炮的整體尺寸。

## 版本
IMI 120毫米坦克炮有兩種版本：第一種是MG251，配有由威世科技所研發的熱套筒，並且配有排煙器，可在不干擾實際的套筒的情況以下進行維護；另一種是MG253，採用由維高工業公司（Vidco Industries）所研發的熱套管和新型的壓縮氣體緩衝系統。
它倆都可發射由以色列軍事工業所研發的一系列120毫米整裝式套管裝藥彈藥（包括M321尾翼穩定脫殼穿甲曳光彈、M325高爆反坦克多用途曳光彈、M329智能高爆彈），如果有需要亦可以發射法國、德國或美國製120毫米北約口徑彈藥，而且還可發射拉哈特炮射式反坦克导弹。
- IMI 120毫米坦克炮的各款砲彈。
- IMI 120毫米坦克炮的炮口焰。

## 使用國

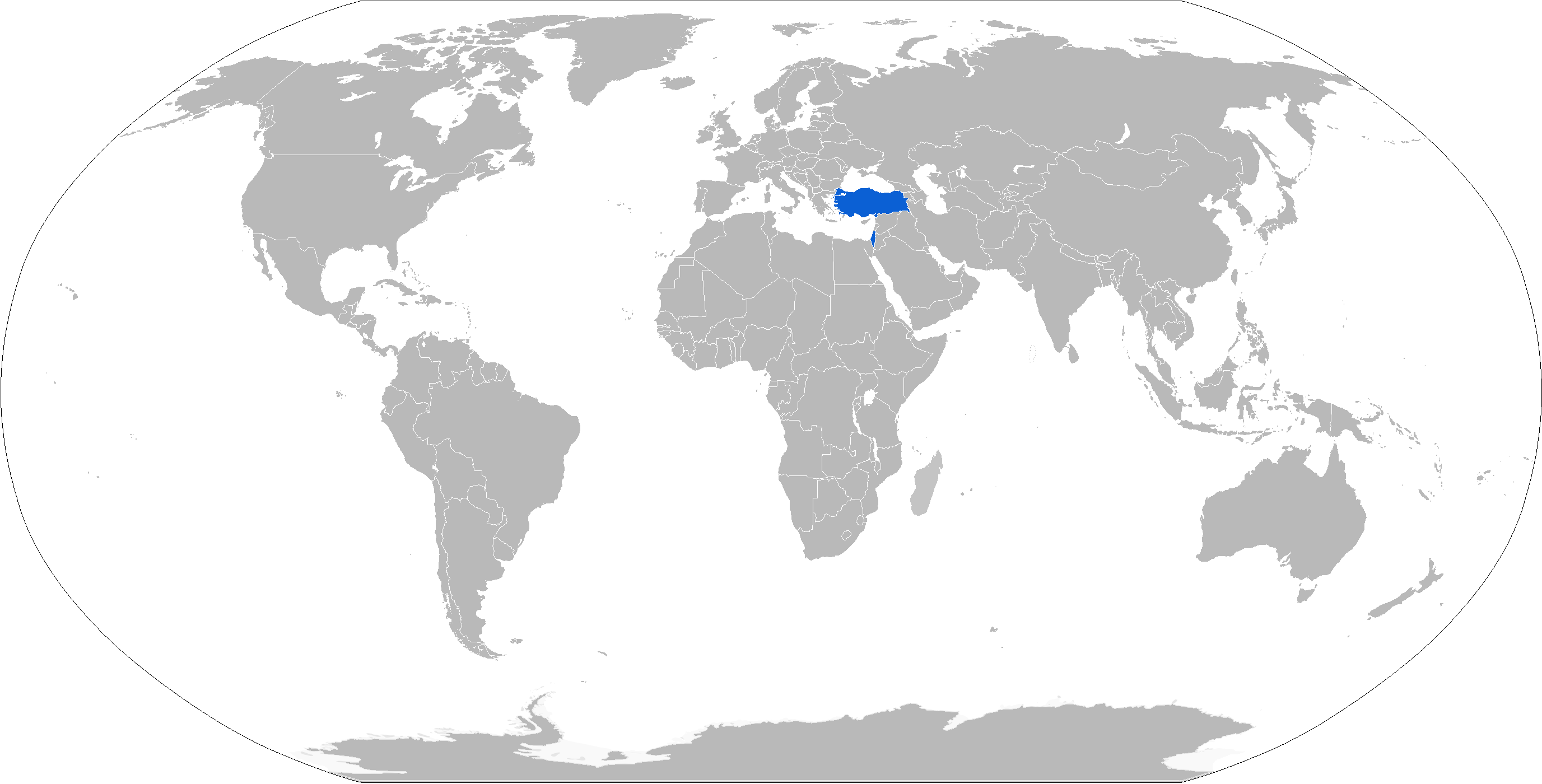
藍色為IMI 120毫米坦克炮的使用國。

### 現在的使用國
- MG251：
  -  以色列梅卡瓦MK III
- MG253：
  -  以色列梅卡瓦MK IV
  -  土耳其M60T「薩布拉」[1]

### 年代、功能、性能相近的其他火砲
- 皇家兵工廠L30：英國研製的120毫米線膛型坦克炮
- GIAT CN120-26/52坦克炮：法國研製的120毫米坦克炮
- 萊茵金屬120毫米坦克炮（Rh-120）：德國研製的120毫米坦克炮，美軍命名為M256
- RUAG L50 120毫米緊湊型坦克炮：瑞士研製的120毫米坦克炮
- 2A46坦克炮（D-81T）：蘇聯研製的125毫米坦克炮
- KBA-3：烏克蘭的2A46坦克炮衍生型
- ZPT-98坦克炮：中國的2A46M坦克炮彷製型

### 前代的武器
- 皇家兵工廠L7，英國研製的105毫米坦克炮，被美軍命名的M68版本為梅卡瓦MK I及梅卡瓦MK II搭載的坦克炮，然後被這款坦克炮所取代
- CN-105 D1，法國研製的105毫米坦克炮，為M51「超級谢尔曼」中型坦克搭載的坦克炮，1980年代退役

## 資料來源
1. 1 2  Israel Military Industries 120 mm smoothbore tank gun MG251
2. 1 2 3 4 5  L44 (MG251/3)  - 120mm Smoothbore Tank Guns

## 外部連結
- （英文）—Army Guide—MG251（页面存档备份，存于）